# Dan bez kupovine
Dan bez kupovine (engl. Buy Nothing Day) ili Međunarodni dan uzdržavanja od kupovine, je neformalni praznik tokom koga se ljudi uzdržavaju od kupovine 24 časa, i umesto toga učestvuju u aktivnostima koje imaju za cilj da skrenu pažnju na negativne aspekte konzumerizma.  Ovaj dan se obeležava na Crni petak, ili poslednje subote u novembru.

## Obeležavanje
Obeležavanje ovog praznika poklapa se sa dobom godine kada veliki trgovački lanci organizuju velike popuste tokom praznika, kako bi došlo do veće potrošnje. Adbusters, jedan od glavnih organizatora ovog praznika, masovnu kupovinu tokom Crnog petka naziva veštačkom potrebom koja je stvorena od strane reklama i javnih ličnosti, poziva na odbacivanje masovne kupovine nepotrebnih stvari i Crni petak naziva "perverznim ritualom propadajuće civilizacije". Takođe jedan od argumenata koji koriste zastupnici Dana bez kupovine je i ogroman jaz između bogatih i siromašnih gde prema podacima iz 2020. 10% najbogatijih troši 65% svetskih resursa, dok 10% najsiromašnijih troši svega 0.5%, tako da se ukazuje na potrebu da se svetski resursi koriste na način koji bi koristio čitavoj populaciji.
Obeležavanje se najčešće sastoji iz javnih akcija poklanjanja i razmene starih stvari, što se obično dešava na centralnom gradskom trgu ili u velikim gradskim parkovima. Akcija se najavljuje nekoliko dana ranije da bi ljudi bili obavešteni da ponesu stare stvari toga dana sa sobom. U nekim gradovima se akcija sastoji pretežno od protesta protiv kupovine i konzumerizma.
Organizovanjem Dana bez kupovine, aktivisti skreću pažnju javnosti na potrebu ukidanja tržišne logike po kojoj je cilj svake aktivnosti profit i pokušavaju da stvore alternative kapitalističkom načinu razmišljanja da "ne možeš ništa dobiti besplatno". Takođe, pokušavaju da ukinu otuđenosti života u velikom gradu i ponovo osvoje trgove i ulice kao legitimno mesto okupljanja, javnog delovanja, druženja i zabave.
Jedna od kritika Dana bez kupovine je da umesto obustavljanja potrošnje, potrošnja treba biti okrenuta ka zausta korisnim i kvalitetnim uslugama i robi.

## Istorijat
Međunarodni dan uzdržavanja od kupovine prvi put je organizovao kanadski umetnik i društveni aktivista Ted Dejv 1992. godine. Časopis za društvenu kritiku Adbusters (engl. Adbusters) je imao veliku ulogu u promovisanje praznika.
Od 2001. se obeležava u preko 35 zemalja. Krajem 1990-ih, Adbusters je napravio TV reklamu za promovisanje ovog dana, ali je većina televizijskih stanica odbila da je emituje.
Tokom 2023. praznik se obeležavao u preko 65 zemalja, i način obeležavanja pored izostanka kupovine uključivao je boravak u prirodi, provođenje vremena u krugu porodice i prijatelja ili antikonzumerističke manifestacije.
Početkom 2000ih, u Beogradu se Dan bez kupovine obeležavao na Trgu republike, najčešće u organizaciji Stani pani kolektiva, gde je organizovana razmena stvari.
Tokom svetske ekonomske krize 2008. Pokret zaštite potrošača Beograda pozvao je građane Srbije da se uzdrže od kupovine tokom ovog dana. Građani koje je te godine intervjuisao B92 smatrali su da je uzdržavanje od kupovine dobra strategija kojom se može boriti protiv rasta cena.

## Spoljašnje veze
- Međunarodni Dan bez kupovine
- Dan bez kupovine u UK Архивирано на веб-сајту  (31. јул 2023)
- Dan bez kupovine u Poljskoj
- Dan bez kupovine u Nemačkoj
- Dan bez kupovine u Beogradu
- Dan bez kupovine na sajtu Adbustersa